# Amudaria

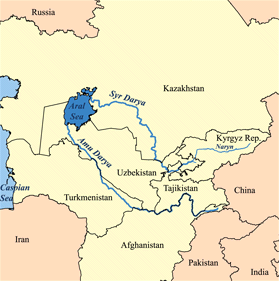
Lacul Aral in 1960. Țarile in galben se află in bazinul hidrografic al lacului. Se pot vedea și cele două fluvii Amudaria și Sirdaria.

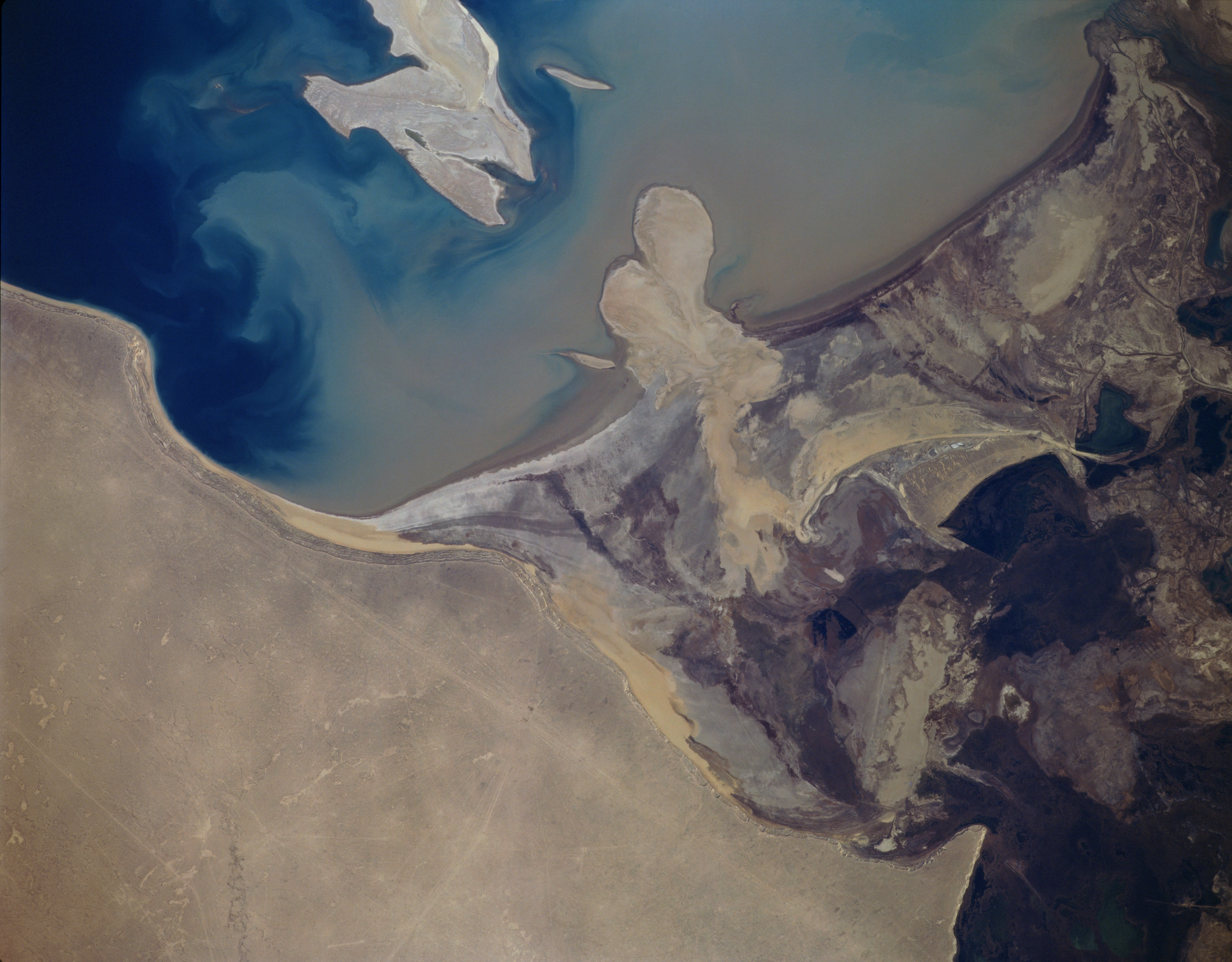
Delta râului Amudaria

Amudaria (în persană: آمودریا; în turkmenă: Amyderýa/Амыдеря; în uzbecă: Amudaryo/Амударё/ەمۇدەريا; în tadjică: Амударё; în paștună: د آمو سيند) este un râu din Asia centrală cu o lungime de 1.414 km.

## Cursul apei
Fluviul Amudaria ia naștere la granița dintre Afganistan și Tadjikistan prin unirea (confluența) râurilor Piandj (cu izvoarele în Pamir și Hindukush având 1.125 km lungime) și Vahș (izvorăște din munții Altai din sudul Kârgâzstanului cu 524 km lungime). După formare cursul apei face pe o porțiune scurtă graniță naturală între Afganistan, Uzbekistan și Turkmenistan, după care la sud de Kerki alimentează canalul Karakum (care traversează deșertul Karakum și leagă Amudaria cu Marea Caspică fiind numit și Каракумский канал sau canalul Türkmenbașy, având 1.445 km lungime). Pe teritoriul Turkmenistanului, Amudaria curge în direcția nord vest între deșerturile Karakum (400.000 km²) și Kysylkum (200.000 km²), iar la granița dintre Uzbekistan și Kazahstan se varsă printr-o deltă în partea sudică a lacului Aral.

## Lungime
Pe cursul inferior Amudaria are debitul apei crescut prin confluența râurilor Pjandsh (1.125 km) și Vahș (524 km) lungimea fluviului fiind de 1.414 km, după care primește afluenți pe versantul stâng din Pamir, afluentul din dreapta alimentează un lac de acumulare, până la vărsare Amudaria are o lungime de 2.539 km, râul fiind navigabil pe 1.450 km.

Debitul apei scade după ramificația cu canalul Karakum, astfel din anul 1970 apele râului (care avea în secolul XIX un debit 3000 m³/s) nu ajung întotdeauna până la lacul Aral, râul  la traversarea deșertului pierde cca. 40 % din debitul apei.

## Istoric
Amudaria și Marea Caspică sunt amintite deja în timpul lui Ptolomeu, fiind pe atunci denumit Oxos (lat. Oxus, turc. Ceyhun). Până la traversarea lui de Alexandru cel Mare, Amudaria era considerat drept sfârșitul (capătul) lumii.
După Amudaria (Oxos) este denumită regiunea Transoxania, iar cursul superior al apei (la nord de Hindukush și la sud de Amudaria) fiind numit Baktria (lat. Bactria, chinez. Ta-Hia).

## Localități traversate
Pe malul râului se află localitățile:
- Kunduz capitala provinciei Kundus din Afganistan ( 96.700 loc.)
- Termez în Uzbekistan (140.404 loc.)
- Kerki aflat lângă vărsare
- Türkmenabat (numit în trecut Чарджоу) în Turkmenistan (234.828 loc.)
- Nukus în Uzbekistan ( 230.020 loc.)